# تپه میلچک
تپه میلچک مربوط به دوران‌های تاریخی پس از اسلام است و در شهرستان قزوین، منطقه قاقازان واقع شده و این اثر در تاریخ ۱۹ مهر ۱۳۷۸ با شمارهٔ ثبت ۲۴۶۴ به‌عنوان یکی از آثار ملی ایران به ثبت رسیده است.